# Bona Gábor
Bona Gábor (Budapest, 1948. december 13. –) hadtörténész, szakíró, a Hadtörténeti Intézet és Múzeum igazgatója, egyetemi tanár, honvéd ezredes, sporttisztviselő, közéleti személyiség.

## Életrajzi adatok
A Debreceni Kossuth Lajos Tudományegyetemen szerezte diplomáját történelem-földrajz szakon 1973-ban. 1978-ban doktorált, 1986-ban pedig kandidátusi fokozatot szerzett. 1986 óta rendszeresen publikál szaklapokban, szakfolyóiratokban, 1986-tól a Hadtörténeti Közlemény című folyóirat főszerkesztője. Fő szakterülete az 1848–49-es forradalom és szabadságharc. 1987–1992 között a Hadilevéltár magyar levéltári delegációjának vezetője Bécsben. 1986–1991 között az MTA Petőfi Bizottságának tagja, később pedig az MTA doktora. 1995-ben honvéd ezredessé léptették elő a Hadtörténeti múzeum igazgatójává nevezték ki. Konferenciák és történelmi témájú televíziós sorozatok szervezője és szereplője.
1997–2005 között a Pázmány Péter Katolikus Egyetemen óraadó. 2002-től a Miskolci Egyetem Magyar Történelem Tanszékének docense, a következő évtől pedig professzora, míg 2007-től tanszékvezető egyetemi tanár.
Az MTA Történelemtudományi Bizottságának tagja, a Magyar Hadtörténészek Nemzeti Bizottságának vezetőségi tagja.
1972 óta él Dorogon. Felesége, Püsök Erzsébet dorogi születésű történelem-földrajzszakos tanár a dorogi Petőfi iskolában. Dorog kulturális és közéletéből is szervesen kivette részét. 1975-től volt helyi képviselő, majd 1994–2002 között Dorog Város Kulturális Közalapítvány Kuratóriumának elnöke, valamint a Közművelődésű Közhasznú Társaság Felügyelő Bizottságának vezetője. Kiemelkedő szerepe volt a Dorogon 1993 óta minden évben megrendezésre kerülő Megbékélés napi rendezvénynek, továbbá a Március 15-i ünnepségek megszervezésében és lebonyolításában.
Hivatása mellett lelkes sportbarát. A korábban megszűnni kényszerült dorogi kézilabda férfi szakosztályának egyik újjászervezője volt 1999-ben. Fia, Bona Gergő, a szakosztály ügyvezetője és edzője.[forrás?]
Dorog városért kifejtett munkásságának elismeréseként Pro Urba Díjban részesült 1999-ben.

## Főbb művei
- Magyarország hadtörténete (1984) – társszerző
- Tábornokok és törzstisztek a szabadságharcban (1983, 1987)
- Kossuth Lajos kapitányai (1988)
- Az 1848-49-es szabadságharc örmény hősei (1995)
- Hadnagyok és főhadnagyok az 1848-49. évi szabadságharcban 1-3. kötet (1998-99)
- A szabadságharc katonai története (1998) – társszerző
- The Hungarian Revolution and War of Independience, 1848-1849 A Military History (New York, 1999) angol nyelvű kiadás
- Selmeci diákok az 1848/49-es honvédsereg tisztikarában; Miskolci Egyetemi, Miskolc, 2012
- Tábornokok és törzstisztek az 1848/49. évi szabadságharcban, 1-2.; Miskolci Egyetemi, Miskolc, 2015
- Hermann Róbert–Bona Gábor–Molnár András: A 47. honvédzászlóalj története, 1848–1849; Önkormányzat, Zalaegerszeg, 2020